# Antoine Forqueray
Antoine Forqueray, né à Paris en septembre 1672 et décédé à Mantes-la-Jolie le 28 juin 1744 à l'âge de 71 ans, est un compositeur et gambiste français de la période baroque.

## Biographie
Antoine Forqueray est le second d'une lignée de compositeurs qui comprend son père Michel I (1650 – 1714) organiste, son fils Jean-Baptiste (1699 – 1782) comme lui violiste, son cousin Michel II (1681 – 1757), organiste et Nicolas-Gilles (1703 – 1761), organiste. La famille Forqueray est issue de Chaumes-en-Brie en Seine-et-Marne, également berceau des Couperin.
Le Mercure Galant d'avril 1682 nous apprend qu'il eut l'honneur, très jeune, de jouer de la basse de violon devant Louis XIV et que celui-ci demanda qu'on enseignât la viole au jeune musicien. Devenu gambiste virtuose, il est nommé musicien ordinaire de La Chambre du Roy Louis XIV en 1689.
Jusqu'en 1710, il est accompagné de sa femme, Angélique-Henriette Houssu, claveciniste, dans ses récitals. Ainsi, convié par la duchesse du Maine, le couple se produit souvent à la cour du Château de Sceaux, en compagnie de Robert de Visée. Il participe aux fêtes des Grandes Nuits de Sceaux dans le cercle des chevaliers de l'Ordre de la Mouche à Miel. 
À partir de 1710, le couple se déchire. Antoine Forqueray accuse Angélique-Henriette Houssu d'adultère le 11 novembre 1709. Par ailleurs, son épouse avait depuis 1700 porté plainte à quatre reprises pour violence conjugale auprès de commissaires parisiens, et commencé une procédure de séparation d'habitation avec son mari.
En 1736, il se retire à Mantes-la-Jolie où il meurt en 1744.
Son fils Jean-Baptiste publiera ses œuvres pour viole de gambe ainsi que ces mêmes pièces adaptées au clavecin, en 1747.
Marin Marais et Antoine Forqueray ont été, à égalité, considérés par leurs contemporains comme les deux plus grands virtuoses de la viole.

« On peut dire que personne n'a surpassé Marais, un seul homme l'a égalé, c'est le fameux Forqueray »

— Louis-Claude Daquin (après la mort d'Antoine Forqueray).

« L'empire de la viole était fondé et puissamment établi par le Père Marais. […] Forcroi le Pere (Antoine Forqueray) venait d'ajouter à l'Empire. […] La viole s'était vue favorisée par le Roi Louis XIV, le Père Marais pour ses pièces, et Forcroi le Pere (Antoine Forqueray) pour ses Préludes tirants sur la Sonate. L'un avait été déclaré jouer comme un Ange, et l'autre jouer comme un Diable. Fallait-il au sortir de tant d'avantages tomber dans le néant. Quelle chute ! Y en eut-il jamais une pareille ? […] Le Père Marais et Forcroi ne donnaient qu'une note, mais s'attachaient à le rendre sonore, comme la grosse cloche St. Germain, jouant en l'air ainsi qu'ils recommandaient, c'est-à-dire ayant donné le coup d'archet, ils laissaient lieu à la vibration de la corde. »

— Hubert Le Blanc, Defense de la basse de viole contre les entreprises du violon et les pretentions du violoncel, 1740.
Le titre « La Forqueray » a été utilisé par au moins six compositeurs pour désigner une de leurs pièces : François Couperin, Marin Marais, Jean-Philippe Rameau, Josse Boutmy (« La Forcroy »), Jacques Duphly et Forqueray lui-même.

## Œuvre
Antoine Forqueray n'a rien publié de son vivant. Quelques années après sa mort, son fils Jean-Baptiste publie 29 pièces de son père, pour la basse de viole et basse continue, en ajoutant trois pièces de sa composition (incluses dans la troisième suite). Il en publie également une adaptation pour clavecin seul.
- 1re suite (en ré mineur)
  - Allemande. La Laborde (Noblement et avec sentiment)
  - La Forqueray (Vivement et d'aplomb)
  - La Cottin (Galamment sans lenteur)
  - La Bellemont (Avec goût et sans lenteur)
  - La Portugaise (Marqué et d'aplomb)
  - La Couperin (Noblement et marqué)

- 2e suite (en sol majeur)
  - La Bouron (Vivement et détaché)
  - La Mandoline (Point trop vite et d'aplomb)
  - La Du Breüil (Louré)
  - La Leclair (Très vivement et détaché)
  - La Buisson. Chaconne (Gratieusement)

- 3e suite (en ré majeur)
  - La Ferrand (Détaché, et d'une belle exécution)
  - La Régente (Noblement et soutenu)
  - La Tronchin (Mouvement aisé)
  - La Eynard (fièrement)

- 4e suite (en sol mineur)
  - La Marella  (Vivement et Marqué)
  - La Clément (Noblement et détaché)
  - Sarabande, La D'Aubonne
  - La Bournonville  (mouvement élevé)
  - La Sainscy  (Gracieusement et avec Esprit)
  - Le Carillon de Passy (Légèrement sans vitesse)
  - La Latour (d'un mouvement un peu plus vif que la précédente pièce)

- 5e suite (en do mineur)
  - La Rameau (Majestueusement)
  - La Guignon (Vivement et détaché)
  - La Léon. Sarabande (Tendrement)
  - La Boisson (Vivement, les pincés bien soutenus)
  - La Montigni (Galamment sans lenteur)
  - La Sylva (très tendrement)
  - Jupiter (Modérément)

## Discographie sélective
Les enregistrements de ses pièces dans leur arrangement pour clavecin sont indiqués sur la page de son fils.
- Pièces de viole avec la basse Continue (contient les deux premières suites), Jordi Savall, Ton Koopman et Christophe Coin, Astrée, 1978.
- Late French Viol Music (contient la 3ème suite), Wieland Kuijken à la basse de viole, Accent – ACC 7808, 1979
- Suite en ré mineur, à deux violes esgales, Jonathan Dunford, basse de viole, Sylvia Abramowicz, basse de viole, Nanja Breedjijk, harpe triple, Daphni Kokkoni, clavecin, CD AS musique ASM003, 2007.
- Pièces de viole (intégrale en deux CD), Paolo Pandolfo, 2011.
- Antoine Forqueray, Pièces de viole, Julien Léonard (viole de gambe), François Guerrier (clavecin) et Thomas Dunford (théorbe), MUSO, 2011.
- Pièces de viole (intégrale en trois CD), Atsushi Sakaï, Christophe Rousset et Marion Martineau, 2015.
- Antoine & Jean-Baptiste Forqueray... ou les tourments de l'âme par Michèle Dévérité, Kaori Uemura, Ryo Terakado, Ricardo Rodriguez, Robert Kohnen, [PIAS] CD Harmonia mundi, 2018.
- Les Défis de Monsieur Forqueray, sonates de Corelli, Mascitti, Leclair. Lucile Boulanger (basse de viole), Pierre Gallon (clavecin), Claire Gautrot (basse de viole), Romain Falik (théorbe). CD Harmonia Mundi, 2018
- Forqueray Le Diable, Vittorio Ghielmi (viole de gambe), Rodney Prada (viole de gambe), Luca Pianca (théorbe), Lorenzo Ghielmi (clavecin), Passacaille PAS995[5].
- Forqueray, Chosen Pieces in: Bagpipes from Hell, Winter and Winter[6].